# Santa Cruz Xoxocotlán
Santa Cruz Xoxocotlán là một đô thị thuộc bang Oaxaca, México. Năm 2005, dân số của đô thị này là 65873 người.